# 利比亞大學列表
利比亞的大學是利比亞的最高教育機構。本篇文章列出位於利比亞的國立與私立學校。

## 利比亞國立大學
- 阿爾默吉布大學

- 扎維亞大學

- 阿扎圖納大學

- 米蘇拉塔大學

- 薩布拉塔大學

- 奧馬爾穆赫塔爾大學

- 薩卜哈大學

- 班加西大學

- 班加西電氣與電子技術學院

- 的黎波里大學

- 德爾納大學

- 蘇爾特大學

- 阿爾朱弗拉大學

- 費贊大學

- 托布魯克大學

- 拜尼沃利德大學

- 阿爾加法拉大學

- 納魯特大學

- 阿爾津坦大學

- 亮星大學

- 艾季達比亞大學

- 阿斯瑪麗亞伊斯蘭科學大學

- 阿拉伯醫科大學

- 錫德拉灣大學

- 瓦迪阿爾沙蒂大學

- 利比亞開放大學

- 薩努西伊斯蘭大學

- 加爾比山大學

- 研究生學院

## 利比亞私立大學
- 利比亞應用科學大學 - 塔霍拉市

- 非洲應用科學大學 - 的黎波里市

- 阿塔哈迪阿利亞醫科大學（阿塔哈迪大學）- 的黎波里市

- 利比亞哈利吉牙科學院 - Janzour 市

- 哈德拉人文與應用科學大學 - 的黎波里市

- Al-Mawakeb 國際人文與應用科學學院 - 的黎波里市

- 的黎波里阿利亞大學-詹祖爾市

- 利比亞國際醫科大學 - 班加西市

- 班加西阿利亞大學 - 班加西市

- 貝雷尼斯建築與城市化大學 - 班加西市

- 艾季達比耶市阿爾富拉特阿赫利亞大學

- 地中海大學班加西市

- 班加西現代大學 - 班加西市

- 阿爾阿維爾大學 - 艾季達比耶市

- 阿維爾大學托布魯克市分校

- 英國利比亞大學班加西市

- 阿薩拉姆國際大學-班加西市

- 現代美國大學-班加西市

- 阿塞瑪私立大學 - 的黎波里市